# Stéphane Ortelli

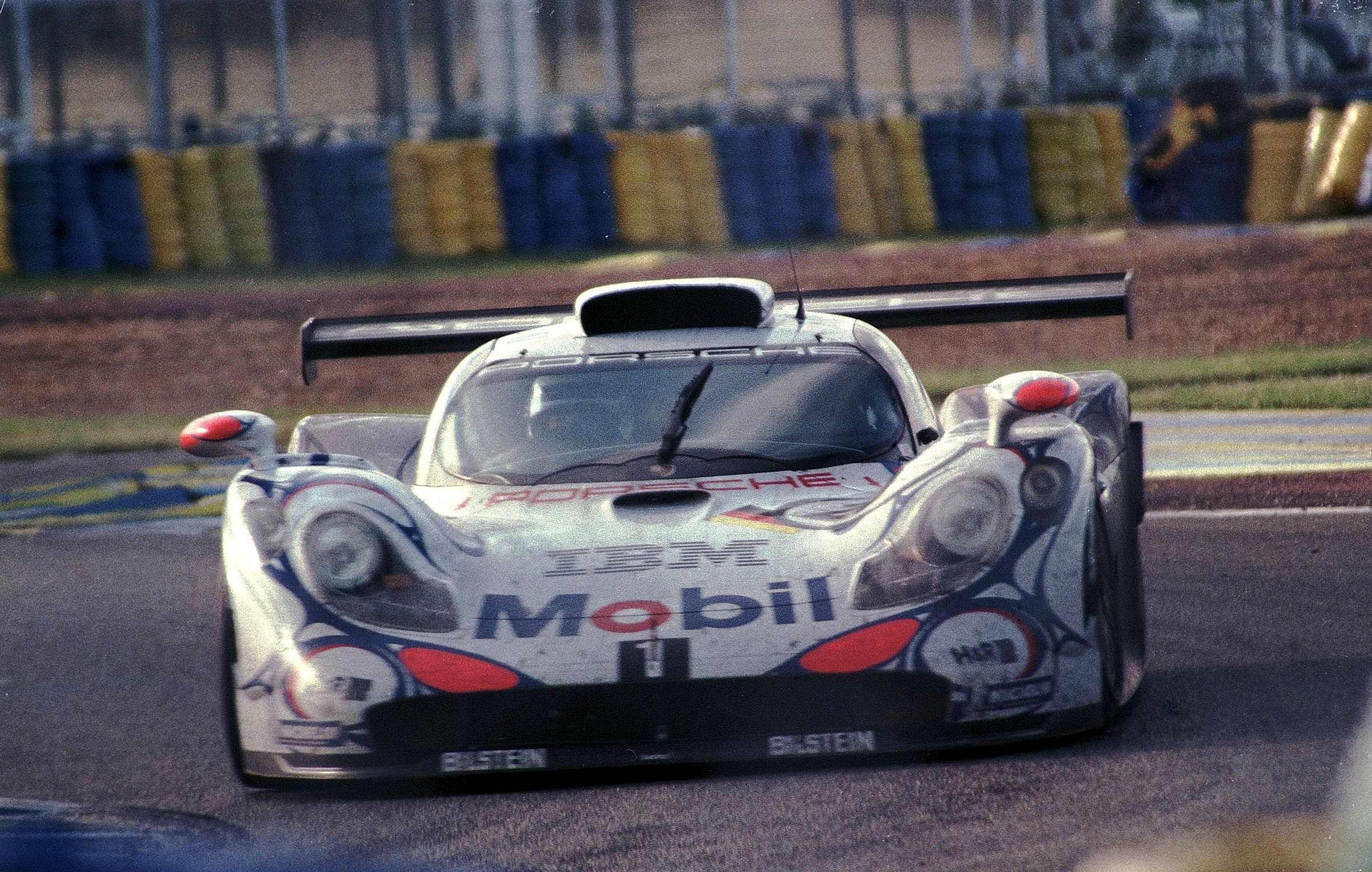
Ortelli alla 24 Ore di Le Mans nel 1998 su Porsche 911 GT1

Stéphane Ortelli (Hyères, 30 marzo 1970) è un pilota automobilistico monegasco, vincitore della 24 Ore di Le Mans nel 1998 con Allan McNish e Laurent Aïello e della 24 Ore di Spa nel 2003 con Romain Dumas e Marc Lieb. Ha inoltre anche vinto la classe GT1 alla 12 Ore di Sebring nel 2005 con David Brabham e Darren Turner.

## Palmarès
- 24 Ore di Le Mans 1998 con Laurent Aïello e Allan McNish[1]
- Blancpain Endurance Series 2012 con Christopher Mies e Christopher Haase
- Porsche Supercup 2002
- FIA GT Series con Laurens Vanthoor